# Хайделанд (Бранденбург)
Хайделанд (нем. Heideland) — община в Германии, в земле Бранденбург.
Входит в состав района Эльба-Эльстер. Подчиняется управлению Эльстерланд. Население составляет 560 человек (на 31 декабря 2010 года). Занимает площадь 31,53 км².
Коммуна подразделяется на 3 сельских округа.
| Год  | Население |
| ---- | --------- |
| 2005 | 622       |
| 2010 | 579       |